# جوناس برندل
جوناس برندل (انگلیسی: Jonas Brändle؛ زادهٔ ۶ مهٔ ۲۰۰۰) بازیکن فوتبال است.
از باشگاه‌هایی که در آن بازی کرده‌است می‌توان به باشگاه فوتبال هایدنهایم اشاره کرد.